# Taima Taima
Taima Taima és un jaciment arqueològic del Plistocè tardà localitzat aproximadament 20 quilòmetres a l'est de Santa Ana de Coro, en l'estat de Falcón, Veneçuela El poblament humà a Taima Taima va començar aproximadament fa 14.000 anys.

## Història de recerca
El lloc va ser investigat a partir de 1964 per Josep Maria Cruxent (1911-2005), Alan Bryan, Rodolfo Casamiquela, Ruth Gruhn i Claudio Ochsenius.
L'ocupació humana més primerenca va ser fa 14.200-12.980 anys. Això indica un poblament pre-Clovis d'Amèrica del Sud. El jaciment es una evidència de l'arribada de persones a Amèrica del Sud més aviat del que es creia anteriorment.
Josep Maria Cruxent va descobrir un os pelvià de mastodont que estava perforat per una punta de llança de pedra. Una datació geològica i una radiocarbònica del lloc de la troballa van indicar la data de 11.000 aC.

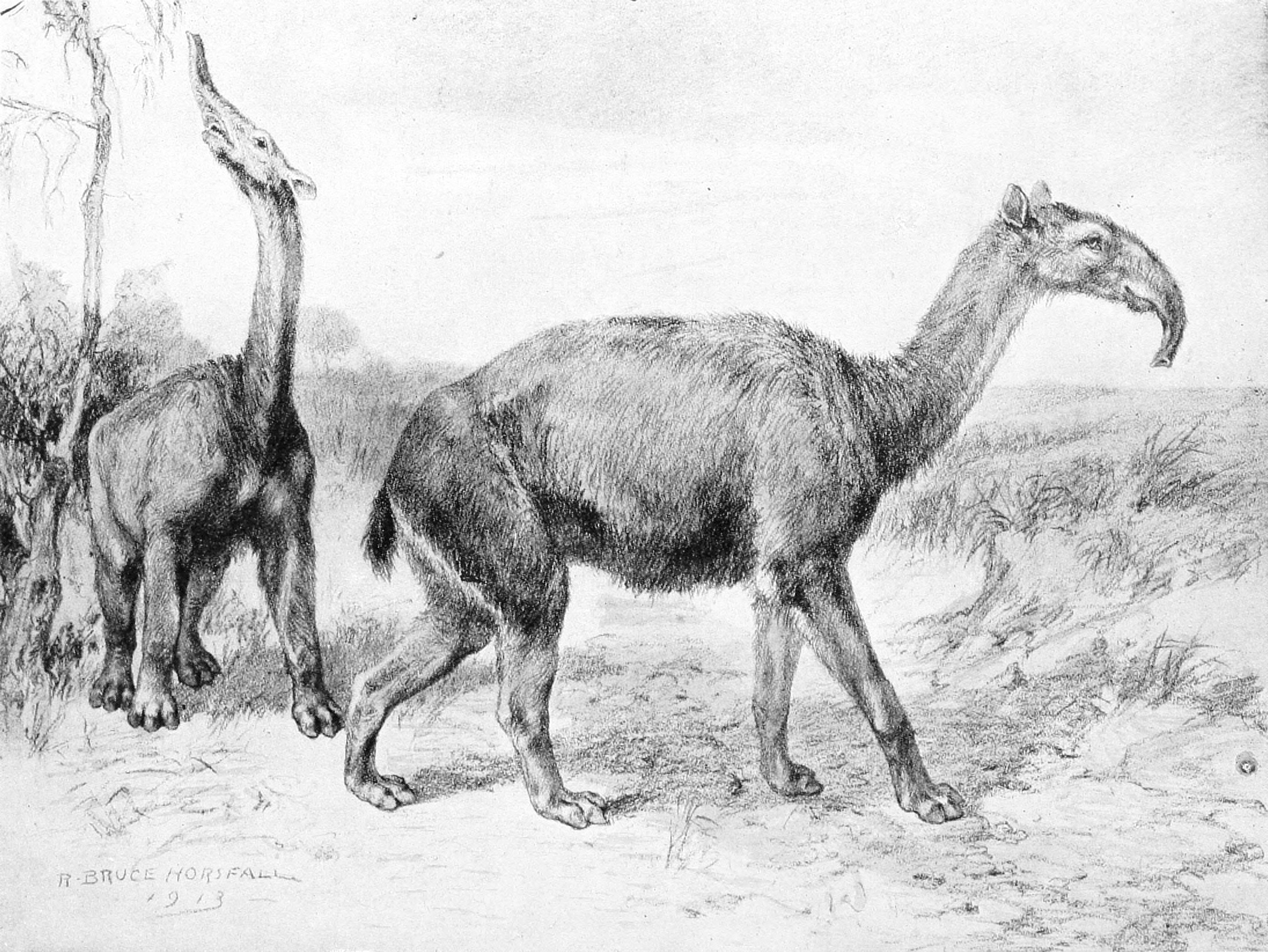
Prehistòric Macrauchenia, similar a Xenorhinotherium

Fòssils de Xenorhinotherium (animal extint similar al camell i al Rinoceronts), datant de l'època del Plistocè, han estat trobats a Taima Taima. Altres troballes similars es van fer ser a Brasil, i també dins Veneçuela en les localitats de Muaco i Cuenca del Lago.

### Les puntes de llança El Jobo
A Taima Taima, Josep Maria Cruxent va descobrir la punta lítica El Jobo, la qual es creu que són els artefactes mes primerencs dins Amèrica del Sud, tornant a 16,000 anys enrere. Aquesta fou una important descoberta de l'arqueologia paleoamericans.
Les puntes de llança El Jobo van ser trobades en la vall del riu Pedregal, i estaven distribuïdes majoritàriament en la part nord-occidental de Veneçuela; del Golf de Veneçuela a les muntanyes altes i valls. La població que els utilitzava eren caçadors-recol·lectors que semblava romandre dins d'un determinat territori circumscrit. Les puntes de El Jobo eren probablement utilitzades per empaitar mamífers grans.
Les puntes de El Jobo han estat agrupades a quatre complexos successius. El més primerenc fou Camare, després Las Lagunas, El Jobo, i Las Casitas. L'indret Camare ha estat datat fa 22.000-20.000 anys. El Jobo ha estat datat fa 16.000-9.000 anys.